# Колесниченко Валерій Павлович
Валерій Павлович Колесниченко (17 липня 1949 , Свердловськ, Ворошиловградська область ) — радянський футболіст, захисник.

## Біографія
Вихованець футбольної школи «Шахтар» (Свердловськ), перший тренер Л. М. Хрипун. На дорослому рівні грав за «Шахтар» в класі «Б» в 1968—1970 роках.
У 1971 році виступав за дубль «Зорі» (Ворошиловград). У наступному, чемпіонському сезоні зіграв три матчі в кінцівці першості. У травні — червні 1973 року провів ще чотири матчі в чемпіонаті та один — в Кубку.
Надалі грав в командах другої ліги «Волгар» (1974—1977) та «Уралан» (1978—1979).

## Досягнення
- Чемпіон СРСР: 1972